# Священная конгрегация Индекса
Священная Конгрегация Индекса (лат. Sacrum congregatio indicis; конгрегация Индекса запрещённых книг; Индекс-конгрегация), — бывшая дикастерия Римской курии, в истории Римской курии особое управление церковной администрации; конгрегация, которая совместно с римской инквизицией заведовала составлением и пополнением папского Индекса запрещённых книг. Была учреждена папой Пием V в 1571 году; имела в своём распоряжении определённое число доносчиков (лат. delatores) и консультантов (богословов, юристов, и лиц, сведущих в светских науках); тем не менее невежество папских цензоров было постоянной причиной жалоб.
Упразднена Священная Конгрегация Индекса согласно motu proprio «Alloquentes proxime» от 25 марта 1917 года Папы Бенедикта XV, который передал её функции компетенции Верховной Священной Конгрегации Священной Канцелярии.

## Подробнее
Конгрегация Индекса требовала, чтобы книгу, подвергшуюся запрету, ни один католик не читал, не держал у себя и не перепечатывал под угрозой отлучения. Но со времени Пия IX (1846—1878) эта суровая кара грозила лишь тем ослушникам Индекса, которые оказывались виновными в чтении книг, написанных в защиту ереси или запрещённых особыми повелениями папы. Католик, у которого находилась книга, внесённая в Индекс, был обязан доставить её местному епископу или инквизиции — последняя обязана была такие книги сжигать.
Разрешение читать запрещённые книги в прежние столетия давались папой с величайшим трудом и только учёным, которые ставили себе задачу опровергнуть изложенные в них лжеучения, даже высшие сановники церкви, как, например, генерал ордена иезуитов, могли читать внесенные в Индекс книги лишь с особого разрешения папы. В XIX веке епископы — в качестве уполномоченных римского папы — могли дозволить чтение запрещённых книг священникам, которые выказывали особую заботу о спасении душ своей паствы; миряне, желающие добиться того же права, должны были обращаться за разрешением к папскому престолу. Запрещённые книги эти лица были обязаны держать под замком. В 1882 году конгрегация Индекса состояла из 36 кардиналов, 39 консультантов и 5 доносчиков. Кроме того, 25 консультантов состояло при инквизиции.
Индекс имел практическое значение лишь в тех странах, где была инквизиция. Например, во Франции запреты книг, исходившие от инквизиции и от конгрегации Индекса, не признавались обязательными.

## Префекты Священной Конгрегации Индекса
- Луиджи Каэтани — (1 июня 1641 — 15 апреля 1642);
- Бернардино Спада — (15 апреля 1642 — 10 ноября 1661);
- Марцио Джинетти — (10 ноября 1661 — 1 марта 1671);
- Палуццо Палуцци Альтьери дельи Альбертони — (1 марта 1671 — 29 июня 1698);
- Джироламо Касанате — (29 июня 1698 — 3 марта 1700);
- Томмазо Мария Феррари — (3 марта 1700 — 26 августа 1716);
- Карло Агостино Фаброни — (1 ноября 1716 — 19 сентября 1727);
- Джанантонио Давиа — (сентябрь 1727 — 11 января 1740);
- Леандро ди Порца — (11 января — 2 июня 1740);
- Анджело Мария Квирини, O.S.B.Cas. — (август 1740 — 6 января 1755);
- Франческо Ланди — (1755 — 1756);
- Антонио Андреа Галли, Can.Reg.Lat. — (1 февраля 1757 — 24 марта 1767);
- Бенедетто Ветерани — (1 апреля 1767 — 12 августа 1776);
- Гиацинт Сигизмунд Гердил, C.R.S.P. — (1 января 1777 — 27 февраля 1795 — избран префектом Священной Конгрегации Пропаганды Веры);
- Стефано Борджиа — (1796 — 18 августа 1802 — избран префектом Священной Конгрегации Пропаганды Веры);
- Микеланджело Луки — (18 августа 1802 — 29 сентября 1802);
- Лоренцо Литта — (27 августа 1803 — 30 июня 1816);
- Франческо Луиджи Фонтана — (30 июня 1816 — 24 сентября 1818);
- Микеле Ди Пьетро — (25 сентября 1818 — 2 июля 1821);
- Франческо Саверио Кастильони — (10 ноября 1821 — 31 марта 1829 — избран папой римским под именем Пий VIII);
- Пьетро Капрано — (2 апреля 1829 — 24 февраля 1834);
- Джузеппе Антонио Сала — (18 марта — 21 ноября 1834);
- Джакомо Джустиниани — (21 ноября 1834 — 24 февраля 1843);
- Анджело Май — (5 марта 1843 — 21 сентября 1848);
- Джакомо Луиджи Бриньоле — (7 апреля 1849 — 23 июня 1853);
- Джироламо д’Андреа — (4 июля 1853 — 31 июля 1861);
- Лодовико Альтьери — (5 сентября 1861 — 28 декабря 1864);
- Антонио Саверио Де Лука — (28 декабря 1864 — 15 июля 1878);
- Томмазо Мария Мартинелли, O.E.S.A. — (15 июля 1878 — 24 марта 1884);
- Плачидо Мария Скьяффино — (6 апреля 1888 — 20 февраля 1889);
- Камилло Маццелла, S.J. — (20 февраля 1889 — 22 июня 1893);
- Серафино Ваннутелли — (9 декабря 1893 — 1 октября 1896);
- Андреас Штайнхубер, S.J. — (1 октября 1896 — 15 октября 1907);
- Франческо Сенья (13 января 1908 — 4 января 1911);
- Франческо Салезио делла Вольпе — (26 января 1911 — 5 ноября 1916).

## Источник
- Индекс // Энциклопедический словарь Брокгауза и Ефрона : в 86 т. (82 т. и 4 доп.). — СПб., 1890—1907.